# Markt Wald
Markt Wald – gmina targowa w Niemczech, w kraju związkowym Bawaria, w rejencji Szwabia, w regionie Donau-Iller, w powiecie Unterallgäu. Leży w Szwabii, w Parku Natury Augsburg – Westliche Wälder, około 13 km na północny wschód od Mindelheimu, przy linii kolejowej Augsburg - Bad Wörishofen.

## Dzielnice
W skład gminy wchodzą następujące dzielnice:
Anhofen, Bürgle, Immelstetten, Markt Wald, Oberneufnach, Schnerzhofen i Steinekirch

## Demografia
| Rok  | Liczba mieszk. |
| ---- | -------------- |
| 1970 | 1 986          |
| 1987 | 2 023          |
| 2000 | 2 274          |

## Polityka
Wójtem gminy jest Peter Wachler, rada gminy składa się z 14 osób.
|      | CSU/Bezpartyjni | FWV | FW | Unia Młodych Wyborców | Razem |
| 2008 | 5               | -   | 8  | 1                     | 14    |
| 2002 | 6               | 6   | -  | 2                     | 14    |

## Oświata
W gminie znajduje się przedszkole oraz szkoła podstawowa (7 nauczycieli i 118 uczniów).